# Mimudea piperitalis
Mimudea piperitalis là một loài bướm đêm trong họ Crambidae.